# Shing Mun

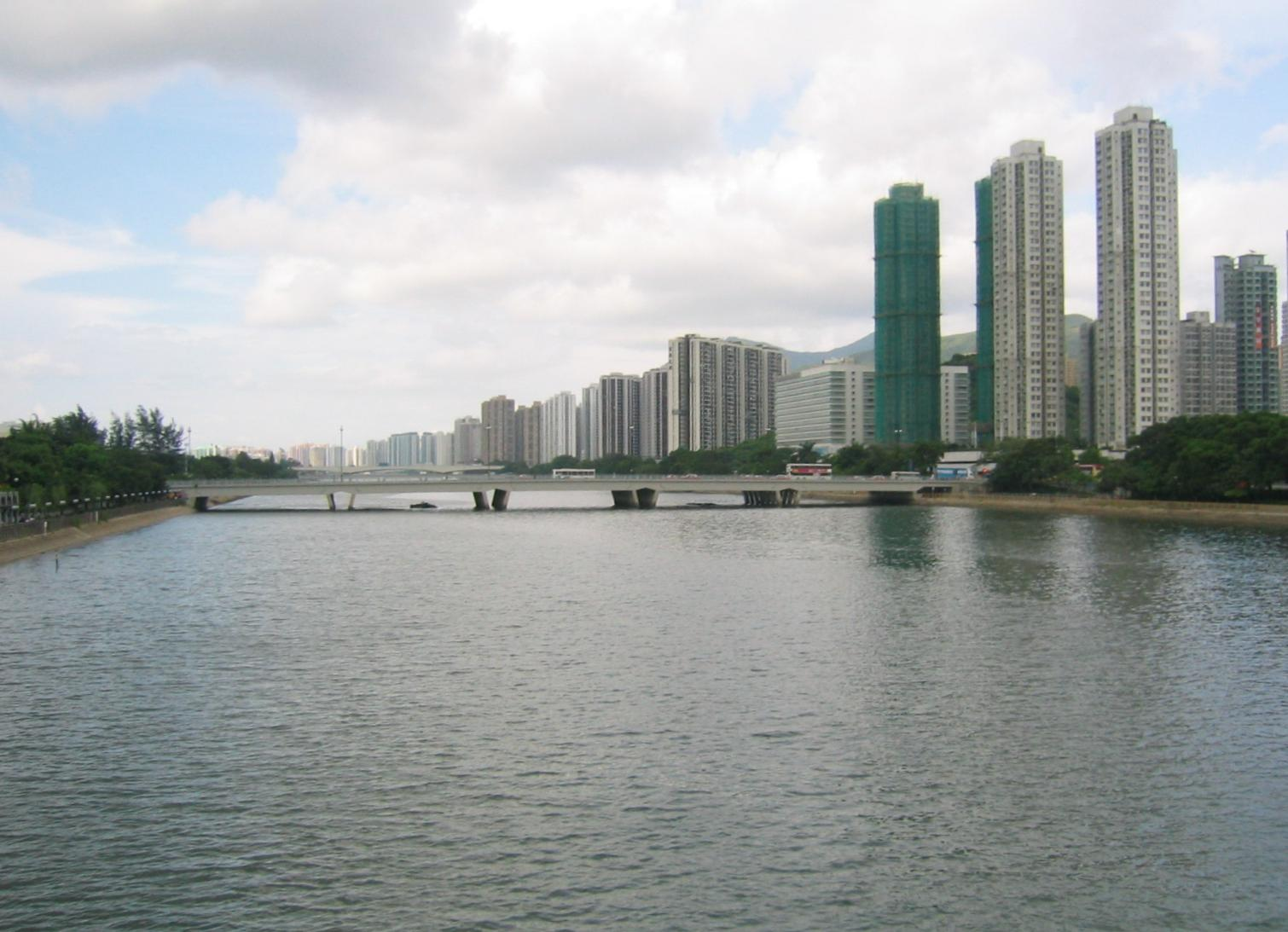
El río Shing Mun.

El río Shing Mun (Chino: 城門河; Cantonés AFI: [sɪŋ11 mʊn11 hɔ11], Jyutping: [ɕɪ̏ŋ mȕːn hɔ̏ː]; Pinyin: Chéng Mén Hé) es un río localizado en Sha Tin, Hong Kong, China.

## Historia
El río Shing Mun originalmente comenzaba en Needle Hill, y recorría en el antiguo Sha Tin Hoi, una bahía poco profunda. Cuando el Sha Tin Hoi fue reclamado y convertido en una nueva ciudad, el río Shing Mun se extendía a través de un canal artificial de 7 km de largo y 200 m de ancho en la mitad del área de recorrido hasta Puerto de Tolo. Otros ríos que recorrían hasta Sha Tin Hoi ahora son tributarios del Shing Mun, o en una de sus nullah.
El canal del río Shing Mun recorre desde el área de Tai Wai, a través del centro de la cirudad de Sha Tin, hasta el Puerto de Tolo. A lo largo del río Shin Mun hay edificios comerciales, industriales y residenciales de gran altura, con numerosos desarrollos demográficos a su alrededor. Se construyeron algunos puentes para conectar las dos orillas del río.

## Problema medioambiental
El río Shing Mun estuvo muy contaminado durante un tiempo, debido a los vertidos indiscriminados, tanto industriales como comerciales o domésticos. La contaminación orgánica total de estos vertidos alcanzó la de una población equivalente de 160.000 en los años 80. Por ese tiempo, apenas no había ninguna criatura viviente en el río.
La calidad del agua del río, sin embargo, ha ido mejorando considerablemente desde 1993. Las formas de vida, incluyendo peces es invertebrados también han ido reapareciendo en el río.
Se construyó un banco artificial en el río en una sección de 250 metros cerca de Man Lai Court, en donde, relativamente, había un grave problema de acumulación de sedimentos y hedores.

## Uso actual
Aunque el río Shing Mun se diseñó principalmente para la canalización del agua de lluvia desde Sha Tin, abarcando un área de 37 km², también es un lugar atractivo para actividades de ocio.
El río Shing Mun es un sitio atractivo para los deportes acuáticos como el remo, el piragüismo, el kayak y las carreras en barco dragón. Hay dos astilleros en el río Shing Mun que están localizados en Yuen Wo Rd y Shek Mun.
El río tiene un estándar de 2.000 metros de largo para regatas.